# Sikorsky S-52
El Sikorsky S-52 fue un helicóptero utilitario biplaza desarrollado por Sikorsky Aircraft a finales de los años 40 del siglo XX. Fue usado por la Armada, Marines y Guardia Costera estadounidenses. El S-52 fue el primer helicóptero estadounidense con palas totalmente metálicas. Fue desarrollado en el S-52-2 de cuatro asientos. Fue designado HO5S-1 por la Armada y Cuerpo de Marines estadounidenses; HO5S-1G por la Guardia Costera; e YH-18A por el Ejército.

## Diseño y desarrollo
Sikorsky Aircraft comenzó a diseñar el S-52 a finales de 1945. El prototipo, volado por primera vez en 1947, era un biplaza y utilizaba un motor bóxer Franklin de 133 kW (178 hp) de seis cilindros refrigerado por aire.
La versión biplaza fue modificada al S-52-2, un helicóptero de cuatro asientos que usaba un bóxer de seis cilindros Franklin O-425-1 de 183 kW (245 hp). Tenía un fuselaje semimonocasco con disposición de vaina y botalón, con una gran zona acristalada delantera con forma de burbuja, un rotor tripala, y tren de aterrizaje cuatriciclo. El S-52-3 (HO5S-1) de producción incorporaba un estabilizador de cola en V con inclinación hacia abajo (anhiedro). También tenía puertas deslizantes en los lados delantero derecho y trasero izquierdo, y una división vertical de la burbuja, permitiendo que la mitad izquierda se abriera al estilo almeja. El motor estaba instalado en la parte trasera de la cabina y estaba inclinado 30° hacia delante para conectarse con el embrague y la transmisión. El piloto a cargo ocupaba el asiento delantero derecho.
Primer helicóptero en tener palas del rotor totalmente metálicas, el prototipo estableció varios récords de velocidad y altura en 1948, incluyendo 204,2 km/h en un circuito de 3 km, 197,54 km/h en uno de 1 km, y uno de altura absoluto de 6468 m (21 220 pies). Era capaz de permanecer en estacionario fuera del efecto suelo a 1798 m (5900 pies) o 2804 m (9200 pies) con efecto suelo. El S-52 fue el primer helicóptero en realizar un bucle, volado por Harold E. Thompson el 19 de mayo de 1949.
El S-52 también sirvió como base del S-59 de turbina, que como XH-39, compitió y perdió el contrato que produjo el Bell UH-1 Iroquois. Esta aeronave se diferenciaba por tener un rotor cuatripala (en lugar del tripala del S-52) y tren de aterrizaje retráctil.

## Historia operacional
La Armada operó la aeronave como modelo utilitario, y fue usada por los Marines para observación y reconocimiento en Corea, donde el HO5S se mostró muy popular. Cuatro S-52 fueron evaluados por el Ejército estadounidense para su uso utilitario en 1950, como YH-18A, pero no fue comprado en cantidad.
Muchas de las antiguas unidades militares HO5S-1 fueron desmilitarizadas, reconstruidas y autorizadas como aeronaves civiles por Orlando Helicopters, que adquirió a Sikorsky el inventario de piezas.

## Variantes

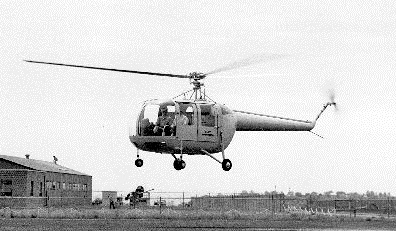
YH-18A del Ejército estadounidense en pruebas.

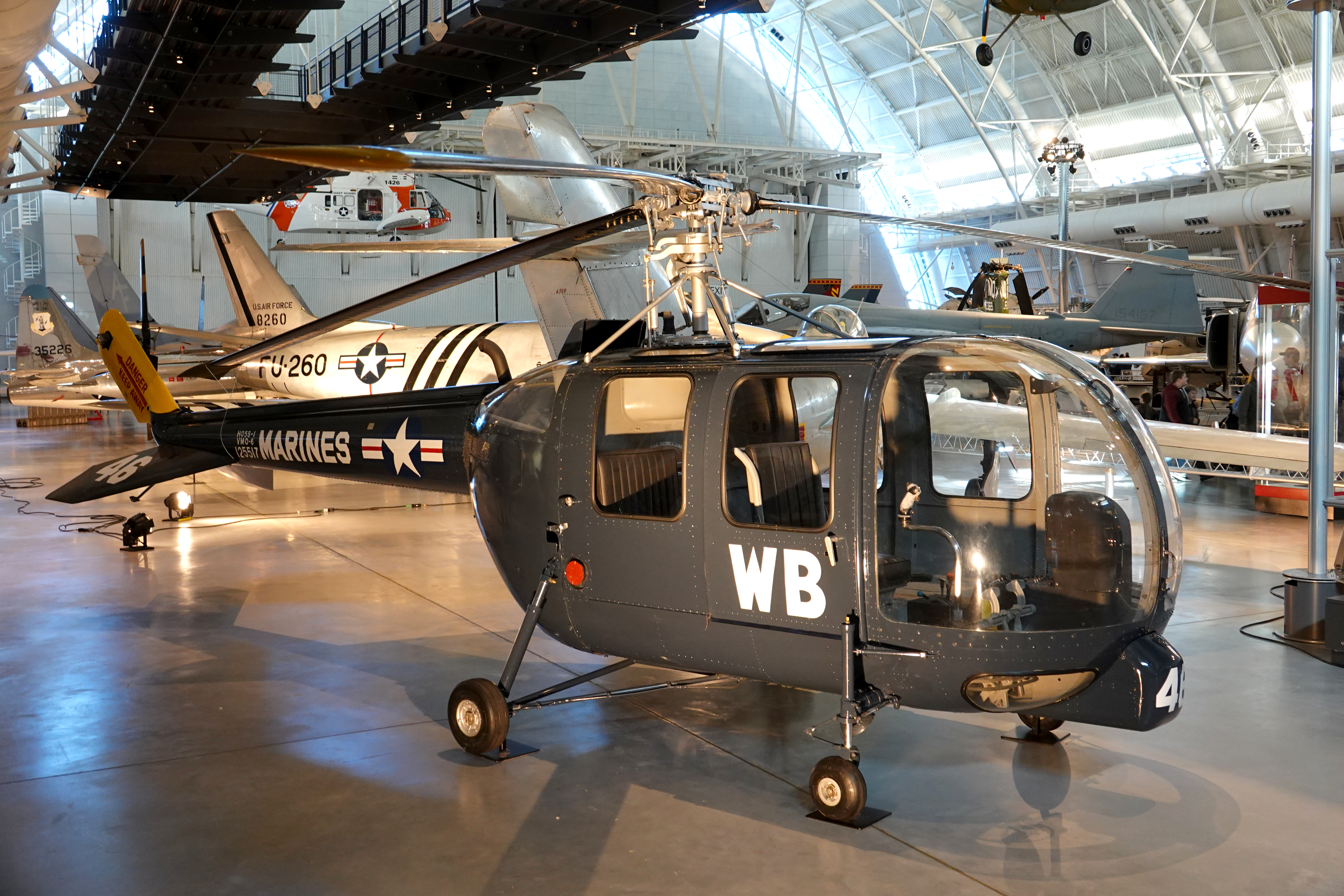
Sikorsky S-52 (HO5S-1) en el Centro Steven F. Udvar-Hazy del Smithsoniano.

S-52-1
Prototipo biplaza, primer vuelo en 1948.
S-52-2
Variante mejorada de tres/cuatro asientos.
S-52-3
Variante del S-52-2 para la Armada y Guardia Costera estadounidenses, designada HO5S-1 y  HO5S-1G.
YH-18A
Cuatro S-52-2 para evaluación por el Ejército estadounidense, dos más tarde convertidos en XH-39.
HO5S-1
Model S-52-3, una variante de la Armada estadounidense del S-52-2 de cuatro asientos, 79 construidos.
HO5S-1G
Como el HO5S-1 para la Guardia Costera estadounidense, ocho construidos.
XH-39
Prototipo del Model S-59 de turbina, modificado desde dos YH-18A.
Vertical Hummingbird
Vendido por Vertical Aviation Technologies de Sanford (Florida), el Hummingbird 260L es un diseño de construcción amateur que usa la célula básica, palas, transmisión principal y del rotor de cola del helicóptero S-52, pero es más aerodinámico con el cono de morro y parabrisas del Bell 206 JetRanger. El Hummingbird está propulsado por un Lycoming VO-435 (motor bóxer de seis cilindros montado verticalmente, de 432 pulgadas cúbicas).

## Operadores
Estados Unidos
- Ejército de los Estados Unidos[3]
- Guardia Costera de los Estados Unidos[13]
- Cuerpo de Marines de los Estados Unidos
- Armada de los Estados Unidos

 Honduras
- Fuerza Aérea Hondureña[14]

## Especificaciones
Referencia datos: Jane's All The World's Aircraft 1951–52.

### Características generales
- Tripulación: Dos
- Capacidad: Dos pasajeros o dos camillas
- Longitud: 8,36 m (fuselaje)
- Diámetro rotor principal: 10,1 m (33 ft)
- Altura: 2,6 m (8,7 ft)
- Área circular: 79,4 m² (854,7 ft²)
- Peso vacío: 748 kg (1648,6 lb)
- Peso cargado: 1089 kg (2400,2 lb)
- Peso máximo al despegue: 1225 kg (sobrecarga)
- Planta motriz: 1× motor bóxer de seis cilindros refrigerado por aire Franklin 6V6-245-B16F.
  - Potencia: 183 kW (252 HP; 249 CV)
- Capacidad de combustible: 230 l

### Rendimiento
- Velocidad máxima operativa (Vno): 180 km/h (112 MPH; 97 kt) a nivel del mar
- Velocidad crucero (Vc): 154 km/h (96 MPH; 83 kt)
- Alcance: 668 km (361 nmi; 415 mi)
- Techo de vuelo: 4700 m (15 420 ft)
- Régimen de ascenso: 6,6 m/s (1299 ft/min)

## Aeronaves relacionadas

### Desarrollos relacionados
- Sikorsky XH-39
- Vertical Hummingbird

### Secuencias de designación
- Secuencia S-_ (interna de Sikorsky): ← S-49 - S-50 - S-51 - S-52 - S-53 - S-54 - S-55 →
- Secuencia HO_S (Helicópteros de Observación de la Armada estadounidense,1944-1962 (Sikorsky, 1928-1962)): ← HO2S - HO3S - HO4S - HO5S
- Secuencia H-_ (Helicópteros de la USAF, 1948-1962): ← H-15 - H-16 - H-17 - H-18 - H-19 - H-20 - H-21 →